# غوستافو هيبلينغ
غوستافو هيبلينغ (بالبرتغالية: Gustavo Hebling) (5 أبريل 1996 ببيراسيكابا في البرازيل - ) هو لاعب كرة قدم برازيلي في مركز الوسط. شارك مع منتخب البرازيل تحت 17 سنة لكرة القدم. أما مع النوادي، فقد لعب مع باريس سان جيرمان وبي إي سي زفوله.

## وصلات خارجية
- غوستافو هيبلينغ على موقع قاعدة بيانات كرة القدم.إي يو (الإنجليزية)
- غوستافو هيبلينغ على موقع ليكيب (الفرنسية)
- غوستافو هيبلينغ على موقع Soccerway.com (الإنجليزية)